# Yokai

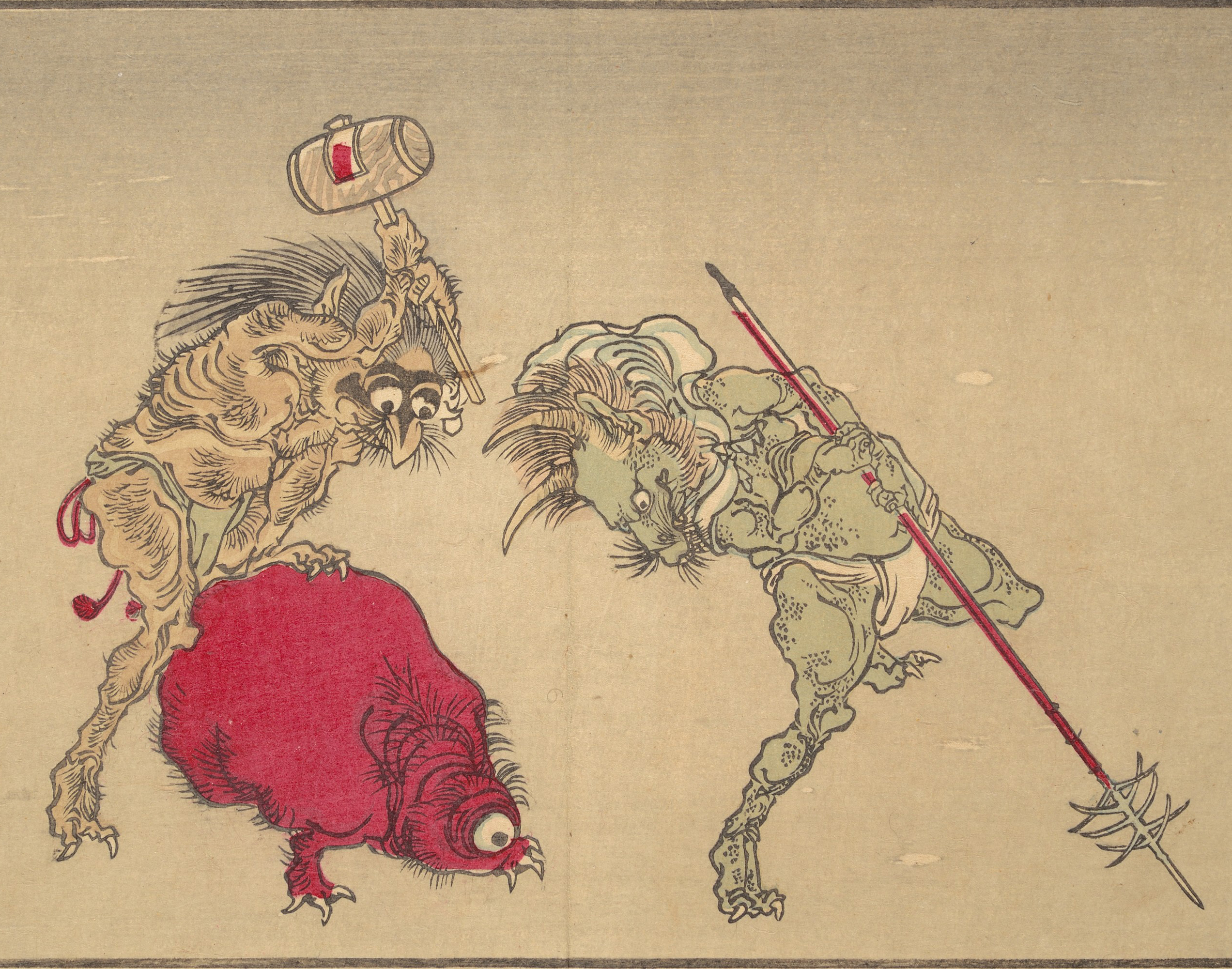
Ukiyo-e tekening van yōkai, door Kawanabe Kyosai

Yōkai (Japans: 妖怪, "fantoom", "geest", of "monster") zijn bovennatuurlijke wezens uit Japanse mythologie en folklore. Ze vormen een klasse van de obake.
Yōkai is een verzamelnaam voor een groot aantal wezens die onderling sterk verschillen in uiterlijk, gedrag en kenmerken. Bekende subgroepen zijn de kwaadaardige oni en de kitsune.

## Achtergrond
In oude volksverhalen werden Yōkai vaak gebruikt als verklaring voor schijnbaar onverklaarbare gebeurtenissen.
De term Yōkai is erg algemeen, en kan worden gebruikt voor een groot aantal bovennatuurlijke wezens. Dit is echter niet altijd zo geweest. Tot aan de 17e eeuw waren de termen “mononoke” (spoken) of ”bakemono” (monsters) gangbaarder in het dagelijks taalgebruik. Japanse historici en folkloristen gebruiken de term vooral voor bovennatuurlijke en onverklaarbare fenomenen.
De bekendste Yōkai zijn die uit het boek “Gazu Hyakki Yako, van de artiest Toriyama Sekien uit 1776. Hierin staan de beschrijvingen van 50 Yōkai. Dit boek en de paar vervolgen die Toriyama schreef leidden ertoe dat de term Yōkai meer gebruikelijk werd voor vrijwel de meeste mythologische monsters. Sekien bedacht zelf ook veel Yōkai geïnspireerd door folklore. Toen Japan zich in de 19e eeuw openstelde voor het westen, werden de Yōkai een steeds groter onderdeel van de massamedia. Ze verschenen in boeken en grote verhalen.
Eind 19e eeuw zag de Japanse filosoof en professor Dr. Enryo het geloof in Yōkai echter als een dusdanige bedreiging van de technologische vooruitgang, dat hij pogingen ondernam om veel gebeurtenissen die aan Yōkai werden toegeschreven op een logische manier te verklaren. Dit wordt tegenwoordig “Yokai-ology” genoemd. Desondanks maken Yōkai nog steeds deel uit van de Japanse cultuur.

## Types
Yōkai hebben sterk uiteenlopende vormen. Ze kunnen eruitzien als mensen, dieren, voorwerpen, personificaties van een natuurlijk fenomeen of een combinatie van meerdere van deze dingen (zoals de Kappa en Tengu). Ze beschikken vaak over bovennatuurlijke of spirituele krachten. Ook hun gedrag varieert sterk. Niet alle Yōkai zijn kwaadaardig. Sommigen proberen contact met mensen zo veel mogelijk te vermijden, of kunnen zelfs behulpzaam zijn. Andere Yōkai zoeken juist zo veel mogelijk mensen op.

### Gedaanteveranderende dieren
Dit zijn dieren die over magische krachten beschikken. De meeste van hen zijn henge (変化), gedaanteveranderaars. Ze kunnen mensen, en dan met name vrouwen, imiteren. Enkele bekende voorbeelden hiervan zijn:
- Tanuki, (wasbeerhond)
- Kitsune, (vossen)
- Kappa (Schildpadden)
- Hebi, (slangen)
- Mujina (dassen)
- Bakeneko en nekomata, (katten)
- Ōkami, (wolven)
- Tsuchigumo (enorme spinnen)
- Inugami (honden)

### Oni
Een van de bekendste aspecten van de Japanse Folklore. De Oni zijn ogers met rode, blauwe, bruine of zwarte huid en twee horens. Ze worden vaak gezien als kwaadaardig, maar kunnen ook de belichaming zijn van een natuurkracht.

### Tsukumogami
Tsukumogami zijn een klasse van yōkai en obake bestaande uit ordinaire huishoudelijke voorwerpen die een eigen leven hebben gekregen. Deze vrijwel ongelimiteerde klassificatie omvat onder andere de Bakezouri (sandalen), Karakasa (oude paraplu’s), Kameosa (oude sake flessen), en Morinji-no-kama.

### Menselijke transformaties
Er zijn veel yōkai die ooit mensen waren, maar die door omstandigheden zijn veranderd in een monsterlijke vorm. Dit gebeurt vaak door een sterke emotionele staat zoals intense jaloezie. Voorbeelden hiervan zijn de rokurokubi (mensen met een erg lange nek), de ohaguro-bettari (een figuur met enkel een zwarte mond als gezicht), futakuchi-onna (een vrouw met een extra mond achter op haar hoofd) en dorotabo (de geest van een boer) en vele anderen.

### Overig
Er zijn talloze yōkai die te bizar zijn om in een van de hoofdcategorieën te passen. Ze zijn vaak een getransformeerde vorm van hedendaagse wezens, of een geheel nieuw ras van monsters.

## In populaire cultuur
Veel soorten yōkai duiken vandaag de dag nog op in manga’s en anime’s.
Manga-artiest Shigeru Mizuki maakte veel Yōkai populair bij een groot publiek in zijn mangaserie rondom de yōkai-superheld Ge Ge Ge no Kitaro. en Kappa no Sanpei. In de jaren 60 verscheen in Japan een reeks films die gezamenlijk bekendstaan als Yokai Monsters. Van deze reeks werd in 2005 een remake gemaakt door Takashi Miike genaamd The Great Yokai War. Verder komen ze veel voor in videospellen zoals Nioh, Darkstalkers, Ōkami, Touhou en Pocky & Rocky, en waren ze de schurken uit de serie Ninja Sentai Kakuranger.
Hayao Miyazaki maakt in zijn films vaak gebruik van fictieve yokai . Denk bijvoorbeeld maar aan No-Face uit Spirited Away en Moro uit Mononoke Hime.
Buiten Japan zijn yōkai minder bekend, maar met de vertaling van veel manga’s en anime komt hier langzaam verandering in.

## Bron
- De Engelstalige Wikipedia
- Hiroko Yoda en Matt Alt, Yokai Attack!, The Japanese Monster Survival Guide (2008) Kodansha International, ISBN 978-4-7700-3070-2